# Elektronische Fußfessel

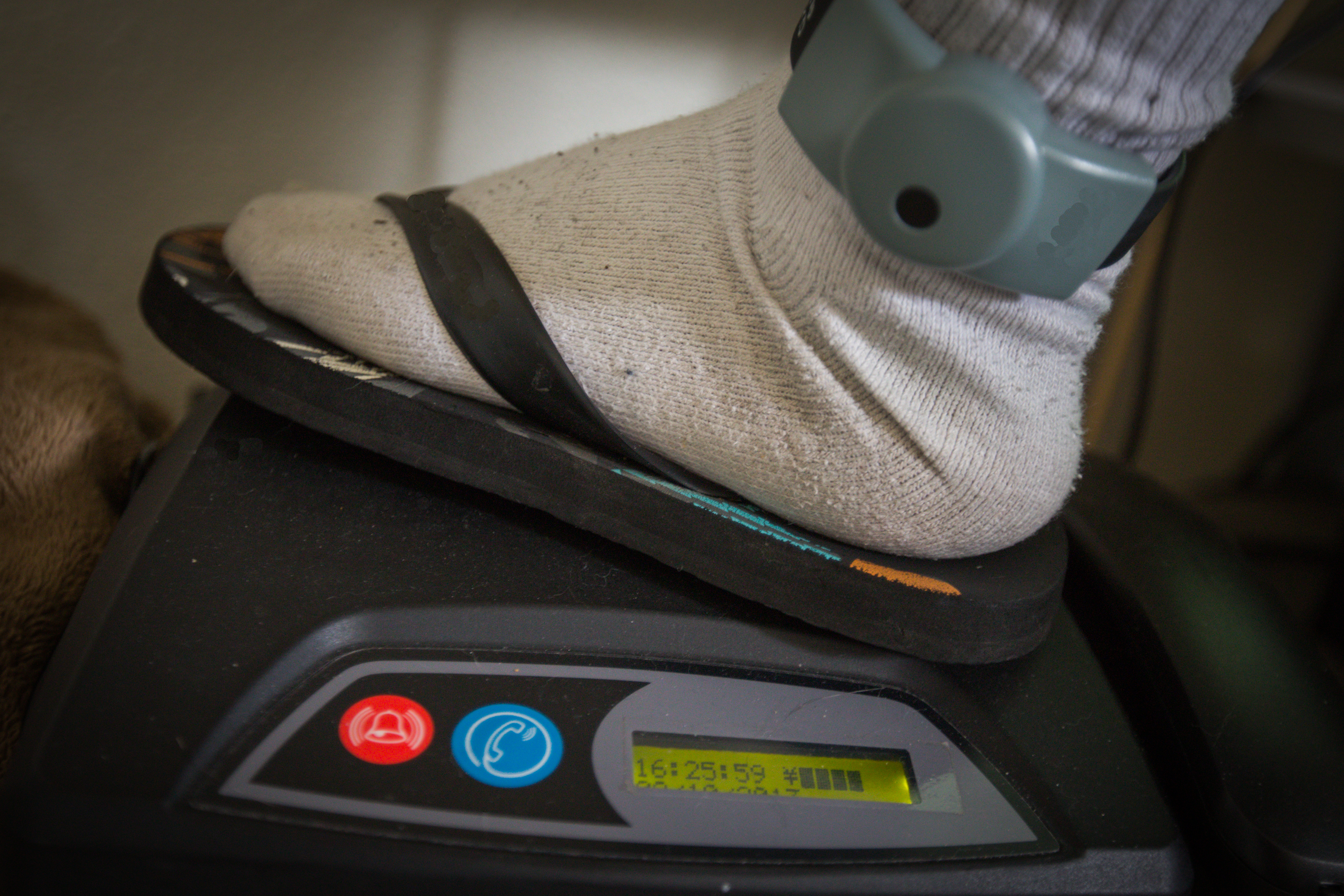
Elektronische Fußfessel mit Basisstation in Frankreich

Die elektronische Fußfessel (fachlich elektronische Aufsicht) ist ein Gerät zur Aufenthaltsüberwachung einer Person, das an einem ihrer beiden Fußgelenke angebracht wird.

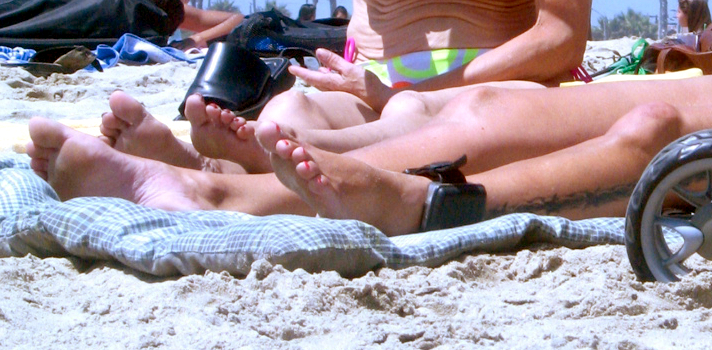
Elektronische Fußfessel in Kalifornien, USA

## Wirkung
Die elektronische Fußfessel ist mit einem Sender ausgestattet, der in ständigem Funkkontakt mit einer Basisstation steht. Empfängt die Station kein Signal, weil der Sender sich außerhalb ihrer Reichweite befindet oder zerstört wurde, meldet sie über das Telefonnetz Alarm an die überwachende Behörde. Bei Verwendung einer mobilfunkangebundenen elektronischen Fußfessel kann der Standort des betroffenen Menschen rund um die Uhr überwacht und kontrolliert werden. Der Tagesablauf des Gefesselten wird vorher in einem Wochenplan genau festgelegt. Falls es zu Fehlermeldungen kommt, wird der Überwachte kontaktiert, der sich dann rechtfertigen muss. Bei häufigen oder gravierenden Verstößen kann eine Strafaussetzung zur Bewährung widerrufen beziehungsweise ein Haftbefehl wieder in Vollzug gesetzt werden.

### Spanisches Modell der elektronischen Fußfessel(spanische Fußfessel)
Mit einer neuen, schon in Spanien praktizierten Technik ist es möglich, eine virtuelle Schutzzone rund um eine von Gewalttaten bedrohte Person zu bilden. Nähert sich ihr der Träger der Fußfessel, werden die Person, die ebenfalls ein Alarmgerät trägt, und die Polizei durch eine abgestufte Signalfolge darauf aufmerksam gemacht. So können tätlichkeitsbedrohte Personen auch vor Zufallsbegegnungen mit einem potentiellen Gewalttäter im Alltag gewarnt werden. Dieser trägt eine elektronische Fußfessel, die mit einer GPS-Einheit kommunizieren kann, die die bedrohte Person bei sich trägt. Zudem hat das Gerät der zu schützenden Person einen „Panikknopf“, mit dessen Hilfe die Polizei erforderlichenfalls schnell herbeigerufen werden kann. In Deutschland ist der Einsatz eines derartigen Gerätes aus rechtlichen Gründen derzeit nicht möglich. Zur künftigen Ermöglichung hat das Land Hessen mit einer Bundesratsinitiative einen entsprechenden Gesetzesentwurf eingebracht.

## Deutschland
In Deutschland wird die gesetzlich so bezeichnete  Elektronische Aufenthaltsüberwachung (EAÜ)  in der Umgangssprache meist elektronische Fußfessel genannt.

### Vorläufer
Ein Beispiel für die Anwendung der EAÜ war ein hessisches Pilotprojekt, in dem die Fußfessel seit dem Jahr 2000 im Rahmen der Überwachung der Einhaltung der Bewährungsauflagen, zur Abwendung eines Bewährungswiderrufes, im Vorfeld eines Gnadenentscheides oder zur Untersuchungshaftvermeidung Anwendung findet. In der deutschsprachigen Literatur wurde die elektronische Fußfessel anfangs eher als elektronisch überwachter Hausarrest bezeichnet, wobei die Überwachten allerdings durchaus verpflichtet sind, ihre Wohnung zu verlassen, um entweder einer Lohnarbeit oder den Auflagen von gemeinnütziger Arbeit oder von anderen sinnvollen Beschäftigungen nachzukommen. Baden-Württemberg plante als erstes Bundesland ab 2008 eine landesgesetzliche Regelung.

### Aktuelle Regelung

#### Strafrechtliche Sanktion
Nach dem am 1. Januar 2011 neu eingefügten § 68b Abs. 1 Satz 1 Nr. 12 sowie Satz 3 und 4 Strafgesetzbuch kann das Gericht die verurteilte Person für die Dauer der Führungsaufsicht oder für eine kürzere Zeit anweisen, die für eine elektronische Überwachung ihres Aufenthaltsortes erforderlichen technischen Mittel ständig in betriebsbereitem Zustand bei sich zu führen und deren Funktionsfähigkeit nicht zu beeinträchtigen.
Die EAÜ setzt u. a. voraus,
- dass eine Strafe von mindestens zwei Jahren vollständig vollstreckt beziehungsweise dass die Erledigung einer Maßregel wie der Sicherungsverwahrung bereits eingetreten ist und dass außerdem
- weiter die Gefahr schwerer Straftaten, insbesondere von Gewalt- und Sexualstraftaten besteht.

Dem am 1. Januar 2012 in Kraft getreten „Staatsvertrag über die Einrichtung einer Gemeinsamen Überwachungsstelle (GÜL) für elektronische Fußfesseln“ traten von Mai 2011 an nach und nach alle Länder bei. Die GÜL hatte ihren Sitz bis 2017 im ehemaligen Amtsgericht von Bad Vilbel in Hessen. Heute wird die Überwachung durch die Mitarbeiter der GÜL in einem Hochsicherheitstrakt der Justizvollzugsanstalt Weiterstadt durchgeführt.
Im April 2015 wurden in Deutschland 76 Menschen mit elektronischer Fußfessel von der GÜL überwacht, 57 davon wegen eines Sexualdelikts und 19 wegen eines Gewaltdelikts.
Bei Zerstörung der Fußfessel oder beim Verlassen des Kontrollbereichs läuft bei der GÜL ein entsprechender Alarm auf.

#### Maßnahme der Gefahrenabwehr
Im Jahr 2017 verabschiedete die Große Koalition eine Neustrukturierung des Bundeskriminalamtgesetzes (BKAG), die es unter anderem ermöglicht, so genannten Gefährdern eine Fußfessel anzulegen. Hierzu wurde durch den Innenausschuss des Bundestages am 20. März 2017 eine öffentliche Expertenanhörung durchgeführt. Am 27. April 2017 wurde der Gesetzentwurf im Bundestag verabschiedet. Am 9. Juni 2017 trat § 20z BKAG in Kraft (seit Mai 2018 § 56 BKAG). Bis zum 24. Oktober 2017 wurde vom BKA weder für einen der 705 islamistischen Gefährder noch für eine der 428 „relevanten Personen im islamistischen Spektrum“ eine Fußfessel beantragt.
Beispiel einer landespolizeilichen Regelung ist beispielsweise Art. 34 Polizeiaufgabengesetz (Bayern).

### Diskutierte Ausweitung
Seit einigen Jahren wird die Anwendung von Fußfesseln bei Verurteilten diskutiert, weil die Gefängnisse überfüllt sind. Die elektronische Fußfessel wird dabei von ihren Befürwortern als Alternative zur Freiheitsstrafe propagiert. Überdies steht die Verwendung der elektronischen Fußfessel für solche Personen in der Diskussion, deren Sicherungsverwahrung durch die neuere Rechtsprechung des EGMR unzulässig geworden ist.
In den meisten Anwenderländern haben sich aber durch die Maßnahme die Gefängnisse nicht geleert, vielmehr wurde durch Electronic Monitoring ein neuer Bereich zwischen Haft- und Bewährungsstrafe geschaffen. Die elektronische Fußfessel ermöglicht es, familiär eingebundene, berufstätige Ersttäter merklich zu bestrafen, ohne sie durch Gefängnisaufenthalt der Gefahr kriminogener Sozialisation auszusetzen.
Nach einem Gesetzentwurf der Bundesregierung von März 2017 soll die Möglichkeit einer EAÜ zum Zweck der Führungsaufsicht auf extremistische Straftäter ausgeweitet werden.
Neuregelung in Schleswig-Holstein
Mit dem „Gesetz zum besseren Schutz von Opfern häuslicher Gewalt und bei Nachstellungen durch den Einsatz der elektronischen Aufenthaltsüberwachung“ setzt das Land Schleswig-Holstein seit März 2025 ebenfalls auf den Einsatz elektronischer Fußfesseln bei häuslicher Gewalt. 
Im Kern des Gesetzes steht der Einsatz elektronischer Fußfesseln nach dem spanischen Modell. Nach richterlichem Beschluss soll sie auch bei häuslicher und partnerschaftlicher Gewalt angeordnet werden können. Die Hürden für Wohnungsverweise sowie Betreuungs-, Kontakt- und Näherungsverbote sollen durch das Gesetz gesenkt werden. Ferner soll Tätern die Kontaktaufnahme zu Kindern und Angehörigen untersagt werden können.
Auf den Weg gebracht wurde das von Gesetz von den vier Landtagsabgeordneten Birte Glißmann (CDU), Katja Rathje-Hoffmann (CDU), Jan Kürschner (BÜNDNIS 90/DIE GRÜNEN) und Catharina Johanna Nies (BÜNDNIS 90/DIE GRÜNEN). Der Gesetzesentwurf ist mit den Stimmen der Regierungskoalition (CDU und BÜNDNIS 90/DIE Grünen) sowie der SPD und SSW angenommen worden. Die FDP stimmte aufgrund rechtlicher Bedenken dagegen und scheiterte mit einem Änderungsantrag.

## Österreich
Nach einer Gesetzesänderung kann seit September 2010 die Strafhaft unter gewissen Umständen in Form eines elektronisch überwachten Hausarrests (eüH) vollzogen werden. Die gesetzliche Grundlage zu dieser Form des Strafvollzugs findet sich im Fünften Abschnitt des Strafvollzugsgesetzes (StVG). Weiters werden in der Hausarrestverordnung zusätzliche Bestimmungen, etwa zu den Kosten des eüH, ausgeführt.
Die Voraussetzungen für die Bewilligung sind gemäß § 156c StVG eine voraussichtlich 12 Monate nicht übersteigende Freiheitsstrafe, eine Unterkunft im Inland, eine Beschäftigung, ausreichendes Einkommen, Kranken- und Unfallversicherungsschutz und die schriftliche Einwilligung aller im gleichen Haushalt lebenden Personen. Weiters muss nach einer Prüfung anzunehmen sein, dass die Möglichkeit des elektronisch überwachten Hausarrest nicht missbraucht wird.
Bei Sexualdelikten (§§ 201–207b StGB) ist eine Fußfessel gemäß § 156c Abs. 1a StVG erst ab dem Zeitpunkt möglich, in dem auch eine bedingte Entlassung zur Hälfte der verhängten Strafzeit (§ 45 StGB) in Frage kommt.
Der elektronisch überwachte Hausarrest bedarf eines Antrags. Dieser ist bei Strafhaft in der zuständigen Justizanstalt zu stellen. Nach der Antragstellung wird durch den Verein Neustart erhoben, ob die Voraussetzungen tatsächlich vorliegen (z. B. ob der Verurteilte tatsächlich eine Unterkunft im Inland hat). Die Entscheidung über den Antrag erfolgt mit Bescheid durch den Leiter der Justizanstalt.
Für den elektronisch überwachten Hausarrest kommen Fußfesseln des israelischen Herstellers Elmo-Tech zur Anwendung. Überwacht wird per Funkverbindung zu einer Station, die wiederum per GSM oder über eine Festnetzleitung an das Überwachungssystem andockt. Der Überwachte bezahlt mit 22 € pro Tag die täglichen Kosten von 5 € für die Technik und unterstützt mit dem Rest den Freigänger betreuenden Verein Neustart. 500 Fesseln sind geplant, in wenigen Tagen gingen etwa 100 Anträge von Häftlingen ein. Die erste Person, der eine elektronische Fußfessel bewilligt wurde, war eine 45-jährige Kärntnerin, deren Haftstrafe – wegen eines Eigentumsdelikts – im Juni 2011 endete und die schon Freigängerin zu einem Arbeitsplatz war, den sie sich selbst aus der Haft heraus besorgt hatte.

## Schweiz
Mit der Revision des Strafrechts ist die elektronische Fußfessel als Ersatz für die Freiheitsstrafe seit dem 1. Januar 2015 möglich. Seit dem Jahr 1999 war die elektronische Überwachung versuchsweise zugelassen, an diesem Versuch beteiligten sich die Kantone Basel-Stadt, Baselland, Waadt, Bern, Tessin, Genf und Solothurn.

## Andere Länder
International wird die Maßnahme als Electronic Monitoring bezeichnet und von den Anbieterfirmen unter diesem Namen als Produkt vertrieben. In Europa ist die elektronische Fußfessel in den Ländern Frankreich, Schweden, Niederlande, Großbritannien und Polen landesweit im Einsatz.

### Frankreich
Frankreich hat im Rahmen seines Pilotprojekts die Anwendung der Fußfessel auf sechs Monate beschränkt, weil nach dieser Zeit die ersten psychischen Ausfälle zu beobachten sind. Der Grund hierfür ist, dass kein direkter physisch wahrnehmbarer Druck von außen (durch Mauern, Gitter, Wachpersonal usw.) auf den Träger ausgeübt wird. Stattdessen muss der Verurteilte sich selbst disziplinieren. Für ihn gibt es nur die viel abstraktere Drohung, dass ihn die Polizei nach einem Verstoß wieder „einfangen“ wird. Den Druck muss der Verurteilte selbst auf sich ausüben.

### Vereinigte Staaten
Im US-amerikanischen Strafrecht gehört das Tragen einer GPS-Fußfessel häufig zu den Auflagen bei der Aussetzung des Strafrestes zur Bewährung (parole). Zu den Kosten gibt es mittlerweile einschlägige Erfahrungen: Demnach kostet ein Gefängnisaufenthalt den US-Steuerzahler durchschnittlich 35 US-Dollar pro Tag und Insasse, während die Fußfessel durchschnittlich 7 Dollar pro Tag und Überwachtem kostet. Mit der Fußfessel werden dabei Resozialisationsquoten von über 70 % erreicht.
In den USA wird eine Variante der Fußfessel mittlerweile auch eingesetzt, um Unterlassungsbefehle durchzusetzen: Menschen, die sich dem Wohnort einer anderen Person nicht weiter als bis zu einem bestimmten Abstand annähern dürfen, erhalten für einen bestimmten Zeitraum eine Fußfessel und eine passende Senderbox. Diese Verurteilten dürfen sich weiterhin frei bewegen. Wenn sich aber die Fußfessel von der Box weiter als einige Dutzend Meter entfernt oder aber der mit GPS ausgestattete Sender zu nahe an den verbotenen „Zielort“ gelangt, wird Alarm ausgelöst. Außerdem wird seit 2007 eine weitere Variante getestet: Die Fußfessel enthält dabei einen Sensor mit Hautkontakt. Dieser prüft ununterbrochen, ob der Träger Alkohol im Blut hat. Mit diesem Mittel sollen Täter, die ihre Verbrechen unter Alkoholeinfluss begangen haben, zur Abstinenz gebracht werden.